# Ojalá (canción de Ha*Ash)
«Ojalá» es una canción interpretada por el dúo estadounidense Ha*Ash que forma parte de su quinto álbum de estudio 30 de febrero. El 17 de noviembre de 2017 se estrenó un vídeo Lyric musical del tema, a dos semanas de que se iniciara la pre-orden del álbum. Alcanzó la certificación de oro el 1 de febrero de 2019 dura la presentación de la Gira 100 años contigo en el Auditorio Nacional.

## Información de la canción
«Ojalá» fue el último tema escrito para el disco 30 de febrero, fue compuesto por Hanna Nicole y Ashley Grace con la coautoría del cantante Pablo Preciado del trío musical mexicano Matisse. Es una canción cálida, con energía y sarcástica al igual que muchas de su álbum, que trata sobre desearle mal aunque sea por un momento a esa persona que te hizo mucho daño. Expresado en frases como; "que se te caiga el teléfono, dentro de un baño público” o “que el karma pronto te alcance y te vaya muy mal”. “Ojalá fue la más divertida porque la compusimos con Pablo Preciado que es un gran amigo y creo que hay que permitirnos sentir ese enojo y desearle mal a esa persona que te hizo mal, por dos segundos, no siempre (risas), y especialmente desearle mal a alguien cuanto ya tiene otra pareja y no eres tú ” indicó Ashley Grace.
Pese a ser lanzada en forma de vídeo lyric musical, las radios mexicanas emitieron el tema, logrando que el 11 de noviembre de 2018, durante la cuarta visita de las hermanas al Auditorio Nacional con la gira 100 años contigo, el tema fue certificado con disco de oro.

## Vídeo Lyric musical
El 17 de noviembre de 2017 a dos semanas del lanzamiento oficial de su quinto álbum de estudio 30 de febrero, las hermanas estrenaron el vídeo lyric de la canción «Ojalá». Contó con la participación del reconocido Diego Álvarez y George Noriega en la dirección. Las ideas de la cinta fueron dadas por el dúo, y en él se puede ver a las cantantes en una clase de "oficina" interpretando la canción, mientras en las paredes y lugares del lugar se muestra frecuentemente la palabra "30 de febrero" con el objetivo de promocionar el álbum. Al 3 de marzo de 2019 el vídeo lyric cuenta con 45 millones de reproducciones en la plataforma de YouTube.

## Presentaciones en vivo
La pista «Ojalá» ha formado parte en la mayoría de las presentaciones de la gira 100 años contigo que promociona el álbum que la contiene, siendo cantada incluso en el festival de Villa María en Argentina, donde el dúo realiza un breve concierto, fue solamente excluida en la presentación del dúo en el Festival de Viña del Mar en Chile.

## Créditos y personal
Créditos adaptados de las notas del álbum.

### Grabación y gestión
- Grabado en Cutting Cane Studios (Davie, Florida, Estados Unidos)
- Masterizado en The Lodge
- Publicado por Sony Music Entertainment México, S.A. De C.V. en 2017.
- Administrado por Sony / ATV Discos Music Publishing LLC / Westwood Publishing

### Personal
- Ashley Grace: voz
- Hanna Nicole: voz, coproducción
- George Noriega: guitarra, bajo, producción, supervisión musical, programación, ingeniería de grabación
- Matt Calderín: batería
- Pete Wallace: teclados
- Emily Lazar: ingeniería de masterización
- Adrián Morales: asistente de ingeniería
- Rob Wells: ingeniería de grabación
- Diego Contento: ingeniería de grabación
- Dave Clauss: ingeniería de mezcla
- Jean Rodríguez: dirección vocal, ingeniería vocal
- Pete Wallace: programación

## Posicionamiento en listas

### Anuales
| Listas (2018)                | Mejor posición |
| ---------------------------- | -------------- |
| El Salvador (Monitor Latino) | 97             |

## Certificaciones
| País (organismo certificador) | Certificación | Unidades certificadas |
| ----------------------------- | ------------- | --------------------- |
| México (AMPROFON)             | Platino       | 60 000                |